# Antonín Tůma
Antonín Tůma (11. února 1855 Vysoké Mýto – 31. května 1916 Vysoké Mýto) byl rakouský a český podnikatel (majitel tiskárny) a politik, na počátku 20. století poslanec Českého zemského sněmu a starosta Vysokého Mýta.

## Biografie
A. Andrle uvádí, že vystudoval malířskou akademii v Mnichově, ale tato informace není potvrzená, v seznamu absolventů se Antonín Tůma nenachází. Byl majitelem tiskárny a nakladatelství ve Vysokém Mýtě. V jeho podniku se tiskl například časopis Rarášek nebo politický list Hlas od Loučné. V letech 1896–1898 zde vydával týdeník Stráž na Vysokomýtsku.
Byl aktivní ve veřejném a politickém životě. Od roku 1890 působil coby náčelník, později starosta, místní organizace Sokola. V období let 1899–1914 zastával úřad starosty Vysokého Mýta. Podle jiného zdroje byl starostou v letech 1899–1913. Vykonával také funkci předsedy kuratoria městského muzea a okresního osvětového sboru. Za jeho starostování došlo k výstavbě vodovodu, elektrifikaci pouličního osvětlení, výstavbě měšťanské školy a opravě Litomyšlské brány. Za světové války psal válečnou kroniku.
Na počátku století se zapojil i do zemské politiky. V volbách v roce 1908 byl zvolen do Českého zemského sněmu v kurii městské, obvod Vysoké Mýto, Skuteč, Hlinsko. Politicky se uvádí coby kandidát spojených českých státoprávních stran. Kvůli obstrukcím se ovšem sněm po roce 1908 fakticky nescházel. Na mandát zemského poslance Tůma rezignoval.
Zemřel v květnu 1916 ve Vysokém Mýtě, kde byl také pohřben.